# 朱晓琳 (歌手)
朱晓琳（1969年—）女，江苏扬州人，中国著名歌手。八十年代以一曲《妈妈的吻》走红，是当时最具代表性的少女偶像。此外，她演唱的《小机灵之歌》（日本动画《聪明的一休》主题歌）及《花仙子之歌》（日本动画《花仙子》主题歌），也使她成为许多80后童年的美好回忆。

## 生平
朱晓琳的父母都是中学教师，但都不教音乐。朱晓琳自幼喜爱唱歌，嗓子很好。四岁时，父母为她买了一个小吉他，父亲教她识谱、弹奏小吉他。朱晓琳上小学之后，加入当地的“小红花”艺术团，从而开始登上歌唱舞台。为提高演唱水平，朱晓琳将许多歌唱家演唱的歌曲录下，反复学唱。朱晓琳家住在一个招侍所院内，该招侍所常接持文艺团体。朱晓琳的父母待人十分热情，所以住在该招待所的艺术家们经常到朱晓琳家串门。歌唱家王昆、李光羲以及施鸿鄂、朱逢博夫妇等人，都曾经在朱晓琳家听过她演唱，夸朱晓琳唱得好。但从他们的表情和语气中，朱晓琳看出，他们只将她当作会唱歌的小孩夸奖。朱晓琳立志作为演员登上歌坛，她刻苦学习演唱，搜集了不少适合自己演唱的歌曲，反复学习。朱晓琳未专门拜过名师，但虚心求教。歌唱家朱逢博对朱晓琳的指导最多。
1980年代初，正在念初中的朱晓琳随父母赴广州，与广州太平洋影音公司签约。15岁的朱晓琳因演唱《妈妈的吻》而一举成名，成为当时广东流行歌坛的标志性人物，与歌手程琳形成“南朱北程”，并称“二琳”。1980年代中期，朱晓琳和程琳这两位少女歌手红遍中国内地。朱晓琳的第一张个人专辑《歌林新苗–朱晓琳》一年的销量就达到240余万盒，几乎仅次于张蔷和费翔创下的中国大陆的销售最高记录，该专辑以《妈妈的吻》为主打歌。后来，朱晓琳的专辑《花仙子》也轰动一时。她又相继演唱了《月儿弯弯照九洲》、《聪明的一休》、《那一年我十七岁》、《只有爱是不会忘记的》、《梦江南》等广为流传的歌曲。
16岁时，朱晓琳获得“江苏省十佳新闻人物”称号。同年，她被中央人民广播电台评为“全国听众最喜爱的歌唱演员”，歌曲《妈妈的吻》也被中国中央电视台评为“青年最喜爱的歌”。
1990年，朱晓琳告别歌坛，入上海复旦大学念外语。后来，喜爱设计的朱晓琳一度成立服装设计公司，但最终放弃。1994年，北京音乐台聘请朱晓琳担任客座DJ，主持一档休闲娱乐节目。
1995年前后，太平洋影音公司重组，陈小奇出任总经理。陈小奇与十多名歌手签约，以图重振太平洋影音公司。朱晓琳、光头李进、廖百威等歌手都在签约者之中。但是后来，由于该公司运作不力，朱晓琳再度自歌坛淡出。此后，朱晓琳在1999年出了一张新专辑《思绪》。 